# Nicole Nketo Bomele
Nicole Nketo Bomele (Kinshasa, 29 juin 1967) est une femme politique belge, d'origine congolaise, d'abord membre du Parti socialiste, puis de Démocrate fédéraliste indépendant, puis du Mouvement Réformateur.
Membre du conseil communal à Anderlecht, depuis 2006..
Active dans la vie associative

## Biographie
Nicole Nketo Bomele est née au Congo. À l'âge de deux ans, elle a déménagé avec sa famille aux Etats-Unis, puis en Suisse (son père était Diplomate). À l'âge de 9 ans, elle déménage avec ses frères et sœurs, sans les parents en poste en Zambie, en Belgique. En 1991, elle est devenue licenciée en affaires publiques et relations internationales de l'UCL. Elle est ensuite devenue diplomate à l'ambassade du Congo à Madrid. Après son retour au Congo quelques années plus tard, elle est devenue journaliste à la télévision à Kinshasa, la première chaine privée  Antenne A. En 1998, elle travaille dans le cabinet du ministre des Affaires étrangères et plus tard elle devient diplomate à l'ambassade du Congo à Brazzaville.
En 2000, elle a redéménagé définitivement en Belgique. Elle passe les six années suivantes à faire du bénévolat auprès de diverses associations. En 2009, Bomele a fondé l'association à but non lucratif Anderlecht en couleurs, dont elle est la présidente. Cette ASBL organise le festival multiculturel qui favorise le vivre-ensemble et la cohésion sociale : Anderlecht en couleurs.
Depuis 2006, Bomele est également conseillère communal à Anderlecht. En 2006, elle est élue cdH, puis passe au PS  en 2007. Elle est réélue au PS en 2012 au conseil communal. Elle est élue avec le parti DéFI aux élections municipales de 2018. Après les élections de mai 2019, elle est également élue au Parlement de la région de Bruxelles-Capitale en tant que suppléante du bourgmestre de Schaerbeek, Bernard Clerfayt, qui a décidé de ne pas siéger.